# 半田赤レンガ建物
半田赤レンガ建物（はんだあかレンガたてもの）は、愛知県半田市にある煉瓦造りの建築物（赤レンガ倉庫）である。近代化産業遺産認定の地域遺産。建物は、ハーフティンバー棟、創建時主棟、貯蔵庫棟の3棟で構成されており、改修前の建物内部は年に数回一般公開されていたが、2014年から2015年にかけての耐震補強工事を経て、2015年（平成27年）7月18日からは常時公開されている（年末年始は除く）。

## 歴史
1898年（明治31年）、基礎設計をドイツのゲルマニア機械製作所、実施設計を妻木頼黄が手がけた丸三麦酒（現：カブトビール）のビール工場として建てられた。
第二次世界大戦中の1944年（昭和19年）には、中島飛行機半田製作所の衣糧倉庫となった。
戦後は1948年（昭和23年）7月に設立された日本食品化工のコーンスターチ製造工場の一部（主として製品保管倉庫）として1950年（昭和25年）3月より使用された。

### 赤煉瓦建物保存の動き
1994年（平成6年）初夏、京都府の市民グループ「赤煉瓦倶楽部舞鶴」の馬場英男理事長は、工場が稼働停止し取り壊されるとの情報を知ると、中埜酒造の総務部長を務めていた弟の馬場信雄に連絡を取った。建物は一千坪少々ながら300万個もの煉瓦が使われており、それをみすみす失うわけにはいかなかった。馬場兄弟は赤煉瓦建物を保存するには、地元の人々が建物の貴重さを知らなければならないと考えた。馬場信男は兄の依頼を受け、半田市の企画調整課と交渉に入った。交渉相手は当時の同課課長補佐だった榊原純夫であった（榊原は2009年から半田市長を3期務めた）。
同年8月、見学会・交流会が開かれ、赤煉瓦ネットワークのメンバー十数人と、半田市の職員、研究者、学生ら十数人が参加した。2日目の8月8日、コーンスターチ加工工場として操業中だった建物を見学。天井や壁は粉で白くなり、新たなパイプが張り巡らされていたが、地元の参加者からは「地ビールのレストランをやりたい」「知多産の牛肉料理も出そう」といった声が上がった。赤煉瓦ネットワークの思惑どおりこの日から建物を残す動きが始まった。
同年9月、同工場は操業を停止するが、それに先立って日本食品化工は市に対し「赤煉瓦の建物は貴重な文化遺産なので敷地ごと買い取って保存してもらえないか」と申し入れた。しかし半田市の中心部で広大な敷地を買収するには数十億円が必要とされた。市は「財政難の中、市独自で買収するのは無理」と判断し、愛知県に買収を働きかけるも不調に終わった。
1995年（平成7年）3月中旬、日本食品化工は、赤煉瓦の周辺のコンクリートの増設部分から解体工事を始めた。コンクリート部分の解体がほぼ終わり、「赤煉瓦」に取り掛かろうとした矢先に「壊さないで」という市民の声が殺到し、半田市議会も竹内弘市長に対し保存を申し入れたが、市長選挙を目前に控えていた竹内は、赤煉瓦保存問題が選挙の争点になることを懸念してて行動を起こさなかった。しかし竹内は同年4月23日に行われた市長選で5選を果たすと、翌24日に幹部会議を開き、買収交渉をすることを急遽決定。会社側も交渉に応じる構えを示し、解体工事を中断した。
1996年（平成8年）3月19日、半田市は日本食品化工半田工場の跡地約34,000平方メートルを、約30億4758万円で買収する契約に調印した。
1997年（平成9年）8月、馬場信男らは市民グループ「半田赤レンガ倶楽部」（現「一般社団法人赤煉瓦倶楽部半田」）を結成した。
2002年（平成14年）8月、半田市と「赤煉瓦倶楽部半田」は、赤レンガ建物を初めて市民に公開した。2日間だけの公開だったが、約8,600人が入場した。
2004年（平成16年）7月23日にはハーフティンバー棟、創建時主棟、貯蔵庫棟 の3棟が国の登録有形文化財に登録され、2009年（平成21年）2月23日には経済産業省より近代化産業遺産の認定を受けた。

### リニューアルオープン
2014年（平成26年）より改修工事が行われ、2015年（平成27年）7月18日に観光施設としてリニューアルオープンした。オープン後は、株式会社JTBプロモーションが管理運営を行っていたが、2020年（令和2年）4月より株式会社トヨタエンタプライズが指定管理者となっている。
現在までの間に東南海地震、三河地震、半田空襲などに見舞われるも現在までその姿を残しており、半田空襲の際にP-51戦闘機から受けた機銃掃射の傷跡が現在でもその壁面に残っている。
2022年（令和2年）3月には、明治期に名古屋市の名古屋停車場（現在の笹島交差点付近）にあった高さ約10mのカブトビールの広告塔を原寸大で再現したものが建物前に完成した。名古屋にあった旧広告塔はジブリ映画『風立ちぬ』に描かれており、ジブリパーク開園前の誘客策として市が造ったものである。
2025年（令和7年）のリニューアルオープン時には共用サロンスペースをギャラリースペースに改装した。

## ギャラリー
- ショップ
- 共有サロン
- クラブハウス
- ビアホールで提供される復刻カブトビール
- 建物北面に残る機銃掃射痕。写真左部分。
- 建物尖塔部分
- カブトビール広告塔と赤レンガ建物

## 施設
以下はリニューアルオープンに伴い新設されたものである。
- 常設展示室
  - 半田赤レンガ建物やカブトビールの歴史を紹介[22]。
- 企画展示室[22]
- Re-BRICK
  - 知多半島の食材を使ったおつまみや生カブトビールが提供されるほか、名産品の販売も行われる[23]。2020年6月に「カフェ ブリック・ショップ」からリニューアルした[24]。
- クラブハウス
  - A-Dの4室があり、工房や音楽活動の場として使用される[25]。
- マルシェ広場[25]
- 芝生広場[25]

## 交通アクセス
- 名鉄河和線「住吉町駅」より徒歩で約5分。
- 名鉄河和線「知多半田駅」および「住吉町駅」より半田市公共交通バス「ごんくる」半田中央線（南吉バス）乗車、「半田赤レンガ建物」バス停下車。
- JR武豊線「半田駅」より徒歩で約15分程度。
- 知多半島道路半田中央ICから車で約10分。